# 神田選吉

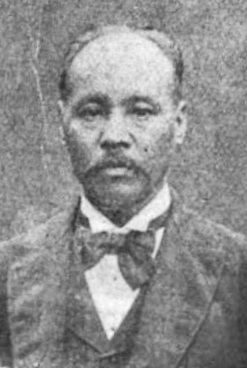
神田選吉

神田 選吉（かんだ せんきち、安政2年12月16日（1856年1月23日） - 明治42年（1909年）9月4日）は、明治時代の電信施設工学者、技術教育者で東京郵便電信学校校長心得、電柱改良技術家、雷災史の学者、贈従五位勲五等。彼の長男は、天文学者の神田茂、神田茂の弟も天文学者の神田清である。

## 経歴
尾張国名古屋で尾張藩士神田梅精の子として生まれる。明治3年（1870年）尾張藩立の洋学校に学び、明治10年（1877年）工部大学校電信科に入学（第5期生）、明治16年（1883年）5月に卒業した。その後、工部省に出仕、電信建築に従事し、明治22年（1889年）3月大阪通信管理区電信建築手、同7月に松山電信建築長、次いで、熊本、大阪の同建築長を歴任し、明治28年（1895年）4月東京郵便電信学校教授に任ぜられ、明治38年（1905年）2月に東京郵便電信学校校長心得を命ぜられた。電信学校の廃止に伴い、逓信局工務課に転じ、逓信官吏練習所教官兼務を命ぜられていたが、明治42年（1909年）9月4日に没した。墓所は青山霊園立山墓地。

## 業績
電柱改良技術家としては、宇都宮三郎や志田林三郎が薦めた電信柱の防腐剤処理（丹礬（たんばん）注入）に関し、電信建築官として大いに研究改良を加えた。その後の防腐剤処理はクレオソート注入が主流になっていく。さらに時代が進むとコンクリート製電信柱になっていく。雷災史の学者としては、著書の雷の話（電友社, 1906年）にまとめた明治期の雷災史が挙げられる。

## 著書
- 「電気工学便覧」 - 1896年、電友社
- 「続電気工学便覧」 - 1898年、電友社
- 「実用電気学」 - 1905年、電友社
- 「雷の話」 - 1906年、電友社
- 「初等電信学」 - 1907年、電友社
- 「電気史」 - 1908年、電友社